# Cuó
El cuó (Cuon alpinus) és una espècie de cànid salvatge asiàtic i l'únic membre vivent del gènere Cuon.

## Taxonomia i evolució

###### Subespècies extintes
C. a. europeaeus: subespècie extinta del Plistocè mitjà i superior (possiblement Holocè) d'Europa.

###### Subespècies actuals
Se'n reconeixen dos grups filogeogràfics:
Grup septentrional: distribuït a l'Àsia Oriental arribant al sud fins a l'Himàlaia i al riu Ian-tsé. Inclou:
- C. a. alpinus: inclou antiquus.
- C. a. fumosus
- C. a. hesperius: inclou jason.
- C. a. primaveus
- C. a. laniger

Grup meridional: Distribuït a l'Àsia Sud-Oriental, des de l'Índia fins al sud de la Xina i arribant a Malàisia i Sumatra. Inclou:
- C. a. lepturus: inclou poblacions clamitans
- C. a. dukhunensis
- C. a. adjustus
- C. a. infuscus: sinònim de C. a. rutilans
- C. a. sumatrensis
- C. a. javanicus

## Descripció
Pesa de 12 a 20 kg, fa uns 90 cm de llargada i uns 50 cm d'alçada fins a les espatlles.
 La cua fa de 35 a 45 cm de llargada. El dimorfisme sexual és poc considerable. El musell és ample i curt. Les orelles són grosses i arrodonides.
El pelatge del darrere i els costats és de vermell a marró i la resta blanquinós.
El cuó corre el perill d'encomanar-se de malalties infeccioses si es troba amb altres animals, especialment cànids com els gossos. Aquest cànid asiàtic és un supervivent del darrer període glacial.

## Distribució i hàbitat
El cuó és originari del sud de l'Àsia. Històricament es distribuïa per l'Índia, la Xina i fins a Malàisia i Indonèsia amb Java com a límit sud. En el passat geològic també vivia a Europa (incloent-hi els Països Catalans) i Nord-amèrica. Darrerament, ocupa una àrea molt més reduïda.
Viu en hàbitats diversos, normalment en boscos secs o humits caducifolis, però també a la jungla i a la selva, i fins i tot en prats alpins o l'estepa. Als deserts no n'hi ha.

## Ecologia i comportament
És sobretot diürn i caça preses petites com les llebres. Tanmateix, en grup, pot caçar cérvols i —tot i que rarament— gaurs.

## Estat de conservació
L'espècie es considera en perill d'extinció i s'estima una població d'entre 950-2200 individus adults.